# 滋賀ゴルフ倶楽部
滋賀ゴルフ倶楽部(しがごるふくらぶ)は、滋賀県甲賀市にあるメンバーシップ制のゴルフ場。

## 沿革
1973年5月、そごうの全額出資により、株式会社滋賀ゴルフ倶楽部を設立。
2000年7月12日、グループ企業が、東京地方裁判所に民事再生法の適用を申請し信用不安が広がり、9月28日に同社も大津地方裁判所に民事再生法の適用を申請した。その後は、民事再生手続が認可され、預託金の返還および弁済を行ってきたが、ゴルフ人口の減少から資金繰りが困難となるおそれがあるため、2016年6月20日東京地方裁判所に会社更生法の適用を申請した。
2016年7月28日に同地裁から更生手続開始決定を受け、住友不動産販売をFAに選定し、ゴルフ場の営業は続けられる。

## 住所
- 〒528-0004　滋賀県甲賀市水口町嶬峨1115-1

## アクセス

### 車の場合
- 新名神高速道路/甲賀土山ICより8km
- 名阪国道/上柘植ICより18km

### 電車の場合
- 利用路線	草津線（JR西日本）・近江鉄道・信楽高原鐵道 - 貴生川駅下車　
  - クラブバス	貴生川駅から予約制で運行。
  - タクシー	貴生川駅から8分 約2000円

## トーナメント開催情報

### プロトーナメント
- 関西オープン - 2008年

### アマチュアトーナメント
- HANDA CUP 日韓対抗中学・高校生ゴルフ選手権 - 2014年